# Самостална демократска странка
Самостална демократска странка је била политичка странка која је деловала у Југославији од 1924. до 1946. године. Окупљала је углавном Србе, и то тзв. пречане — односно Србе који су живели на подручју бивше Аустроугарске и Босне и Херцеговине, али и пројугословенски оријентисане Хрвате и словеначке либерале.
Основао ју је Светозар Прибићевић иступивши из Демократске странке, односно оптуживши њено тадашње водство за колаборацију са заговорницима федералног реорганизације Краљевине СХС. Средином 1920их. па до 1927. СДС је подршку имала и међу припадницима милитатне Организације југословенских националиста.
Међутим, 1927. СДС мења радикално своју политику и са Хрватском сељачком странком ствара Сељачко-демократску коалицију. Странка ће због тога бити изложена прогонима за време шестојануарске диктатуре, а Прибићевић бива ухапшен.
Након његове смрти, странку је водио Срђан Будисављевић. Након пада режима Југословенске националне странке, СДС је могла поново легално да дјелује и придружила се Удруженој опозицији предвођеном Влатком Мачеком.
На изборима 1935. и 1938. била је на листи Удружене опозиције (1935—1937) и Блока народне слоге (1938). Након споразума Цветковић-Мачек СДС је ушла у владу и у њој остала до Априлског рата.
За вријеме Другог свјетског рата, чланови Самосталне демократске странке су били једни од главних жртава усташке антисрпске политике. Дио њих је убијен или су умрли у логорима, други су протјерани или сами побјегли у Србију, која је била под њемачком окупацијом. Трећи су четницима или партизанима, углавном потоњима због њихова пројугословенског става. Заједно с предратним члановима КПЈ они су сачињавали најважнији елемент партизанских снага у Хрватској током прве двије године отпора и револуције, и до краја рата битан дио тих снага. Ова група је дала значајан допринос раду ЗАВНОХ-а. Српски чланови ЗАВНОХ-а су у Оточцу 12. јануара 1944. основали српски клуб чланова ЗАВНОХА под председништвом Радета Прибићевића, некадашњег члана предратног Главног одбора СДС.
Након успоставе комунистичке Југославије забрањен јој је рад.